# 芭芭拉·安布拉斯特
芭芭拉·安布拉斯特（英語：Barbara Armbrust，1963年8月13日—），加拿大女子赛艇运动员。她曾代表加拿大参加1984年夏季奥林匹克运动会赛艇比赛，获得女子四人单桨有舵手银牌。